# Прытко-Пишущее перо
| Оригинал           | Росмэн              | Народные переводы    | Мария Спивак       | Бялко—Левитова |
| ------------------ | ------------------- | -------------------- | ------------------ | -------------- |
| Quick-Quotes Quill | Прытко Пишущее перо | Прямоцитирующее перо | Принципиарное перо |                |

Прытко Пишущее Перо — перо, заколдованное писать то, что ему диктуют, но представляя в выгодном владельцу свете. При этом записанный текст может сильно отличаться от продиктованного. Очевидно, перо читает мысли или, по крайней мере, настроение своего владельца, литературно оформляя желания автора и избавляя его от мучительного поиска подходящего слова.
Впервые упоминание о Прытко Пишущем Пере мы находим в книге «Гарри Поттер и Кубок Огня». Его владелица — Рита Скитер. Вот как описывает сама Роулинг прытко-пишущее перо:
… Рита вынула из сумочки длинное ядовито-зелёное перо и свиток пергамента… Сунула в рот кончик пера, пососала и с явным облегчением поставила вертикально на пергамент. Перо, слегка подрагивая, закачалось на кончике.
— Проба… Я — Рита Скитер. Репортер „Пророка“.
… Не успела Рита открыть рта, как перо само понеслось по пергаменту:

Рита Скитер — привлекательная блондинка сорока трёх лет. Её острое перо проткнуло немало раздутых репутаций…